# Хачув (гмина)
Хачув (пол. Haczów) — сельская гмина (волость) в Польше, входит как административная единица в Бжозувский повет, Подкарпатское воеводство. Население — 9123 человека (на 2004 год).

## Демография
| Перепись                       | Всего   | Всего | Женщины | Женщины | Мужчины | Мужчины |
| ------------------------------ | ------- | ----- | ------- | ------- | ------- | ------- |
| Единицы                        | человек | %     | человек | %       | человек | %       |
| Население                      | 9123    | 100   | 4616    | 50,6    | 4507    | 49,4    |
| Плотность населения (чел./км²) | 128     | 128   | 64,7    | 64,7    | 63,2    | 63,2    |

## Поселения
1. Букув
2. Хачув
3. Яблоница-Польска
4. Ясёнув
5. Малинувка
6. Тшеснюв
7. Вздув

## Соседние гмины
1. Гмина Беско
2. Гмина Бжозув
3. Гмина Ясеница-Росельна
4. Гмина Корчина
5. Гмина Кросценко-Выжне
6. Гмина Мейсце-Пястове
7. Гмина Рыманув
8. Гмина Заршин